# Palestyna na Letnich Igrzyskach Olimpijskich 2020
Palestynę na Letnich Igrzyskach Olimpijskich 2020 w Tokio reprezentowało pięcioro sportowców. Był to siódmy start Palestyny na letnich igrzyskach olimpijskich.

## Reprezentanci

### Judo
| Zawodnik         | Konkurencja | 1/16                | 1/8                 | Ćwierćfinał         | Półfinał            | Repasaże            | Finał / 3.miejsce   | Finał / 3.miejsce | Źródła |
| Zawodnik         | Konkurencja | Przeciwniczka Wynik | Przeciwniczka Wynik | Przeciwniczka Wynik | Przeciwniczka Wynik | Przeciwniczka Wynik | Przeciwniczka Wynik | Pozycja           | Źródła |
| ---------------- | ----------- | ------------------- | ------------------- | ------------------- | ------------------- | ------------------- | ------------------- | ----------------- | ------ |
| Wesam Abu Rmilah | -81 kg (m)  | BYE                 | Ressel P 00-10      | NQ                  | NQ                  | NQ                  | NQ                  | 17.               | [ 1 ]  |

### Lekkoatletyka
| Zawodnik      | Konkurencja | Eliminacje | Eliminacje | Runda 1 | Runda 1 | Półfinał | Półfinał | Finał | Finał   | Źródło |
| Zawodnik      | Konkurencja | Wynik      | Miejsce    | Wynik   | Miejsce | Wynik    | Miejsce  | Wynik | Miejsce | Źródło |
| ------------- | ----------- | ---------- | ---------- | ------- | ------- | -------- | -------- | ----- | ------- | ------ |
| Hanna Barakat | 100 m (k)   | 12,16      | 5.         | NQ      | NQ      | NQ       | NQ       | NQ    | NQ      | [ 2 ]  |

### Pływanie
| Zawodnik        | Konkurencja        | Eliminacje | Eliminacje | Półfinał | Półfinał | Finał | Finał   | Źródło            |
| Zawodnik        | Konkurencja        | Czas       | Miejsce    | Czas     | Miejsce  | Czas  | Miejsce | Źródło            |
| --------------- | ------------------ | ---------- | ---------- | -------- | -------- | ----- | ------- | ----------------- |
| Yazan Al-Bawwab | 100 m dowolnym (m) | 54,51      | 66.        | NQ       | NQ       | NQ    | NQ      | [ 3 ] [ 4 ] [ 5 ] |
| Dania Nour      | 50 m dowolnym (k)  | 30,43      | 71.        | NQ       | NQ       | NQ    | NQ      | [ 6 ] [ 7 ] [ 8 ] |

### Podnoszenie ciężarów
| Zawodnik        | Konkurencja     | Rwanie | Rwanie  | Podrzut | Podrzut | Razem  | Pozycja | Źródło |
| Zawodnik        | Konkurencja     | Wynik  | Pozycja | Wynik   | Pozycja | Razem  | Pozycja | Źródło |
| --------------- | --------------- | ------ | ------- | ------- | ------- | ------ | ------- | ------ |
| Mohammed Hamada | -96 kg mężczyzn | 137 kg | 15.     | 173 kg  | 12.     | 310 kg | 13.     | [ 9 ]  |